# U-547
 U-547  — немецкая подводная лодка типа IXC/40, времён Второй мировой войны. 
Заказ на постройку субмарины был отдан 5 июня 1941 года. Лодка была заложена на верфи судостроительной компании «Дойче Верфт АГ» в Гамбурге 30 августа 1942 года под строительным номером 368, спущена на воду 3 апреля 1943 года, 16 июня 1943 года под командованием фрегаттен-капитана Курта Штурма вошла в состав учебной 4-й флотилии. 1 января 1944 года вошла в состав 2-й флотилии. 1 октября 1944 года вошла в состав 33-й флотилии. Лодка совершила 3 боевых похода, потопила 2 судна (8 371 брт) и один вспомогательный военный корабль (750 брт). 13 августа 1944 года лодка подорвалась на минах у побережья Жиронды, Франция, смогла вернуться на базу, однако 31 декабря была выведена из эксплуатации в Штеттине.
U-547 была оснащена шноркелем. 